# セインズベリーズ
セインズベリーズ（Sainsbury's）は、イギリスのスーパーマーケット。イギリス国内では、テスコ、アズダに次ぐ大手であり、BIG4の一角。持株会社のJセインズベリー（J Sainsbury plc）の傘下にあり、同社の傘下には、スーパーマーケットのほか、セインズベリー銀行などがある。

## 沿革
1869年、ジョン・ジェームズ・セインズベリー（John James Sainsbury）によって、ホルボーンで創業した。1922年には食料品チェーンストアとしてイギリス最大手となり、長らくその地位を保ったが、1969年以来CEOとして会社を支えたJohn Davan Sainsburyが1992年に引退すると、後継者のDavid Sainsburyが経営を混乱させ、1995年にテスコにスーパー最大手の地位を譲った。David Sainsburyの経営放棄後、2003年にウォルマート傘下のアズダに抜かれ3位となり、その後はアズダと2位争いが続いている。
2018年4月、アズダと合併する計画をウォルマートと協議の上発表したが、イギリスの公正取引委員会の反対により、2019年4月に撤回された。現在はカタールの国有持株会社であるカタール投資庁が約2割の株式を保有している。
イギリス国内に600以上のスーパーマーケット、800以上のコンビニエンスストアを展開している。